# جورج ئی. ویلی
جورج ئی. ویلی (انگلیسی: George E. Wiley; ۷ مهٔ ۱۸۸۱ – ۳ مارس ۱۹۵۴) دوچرخه‌سوار اهل ایالات متحده آمریکا بود. از افتخارات وی میتوان به کسب یک مدال نقره و یک مدال برنز در بازی‌های المپیک تابستانی ۱۹۰۴ اشاره کرد.